# Állattenyésztés
Az állattenyésztés a mezőgazdaság egyik fő területét képező gazdasági tevékenység. A hatályos magyar törvényi meghatározás szerint "Az állatok tenyész- és haszonértékét növelő célirányos tevékenységek összessége."

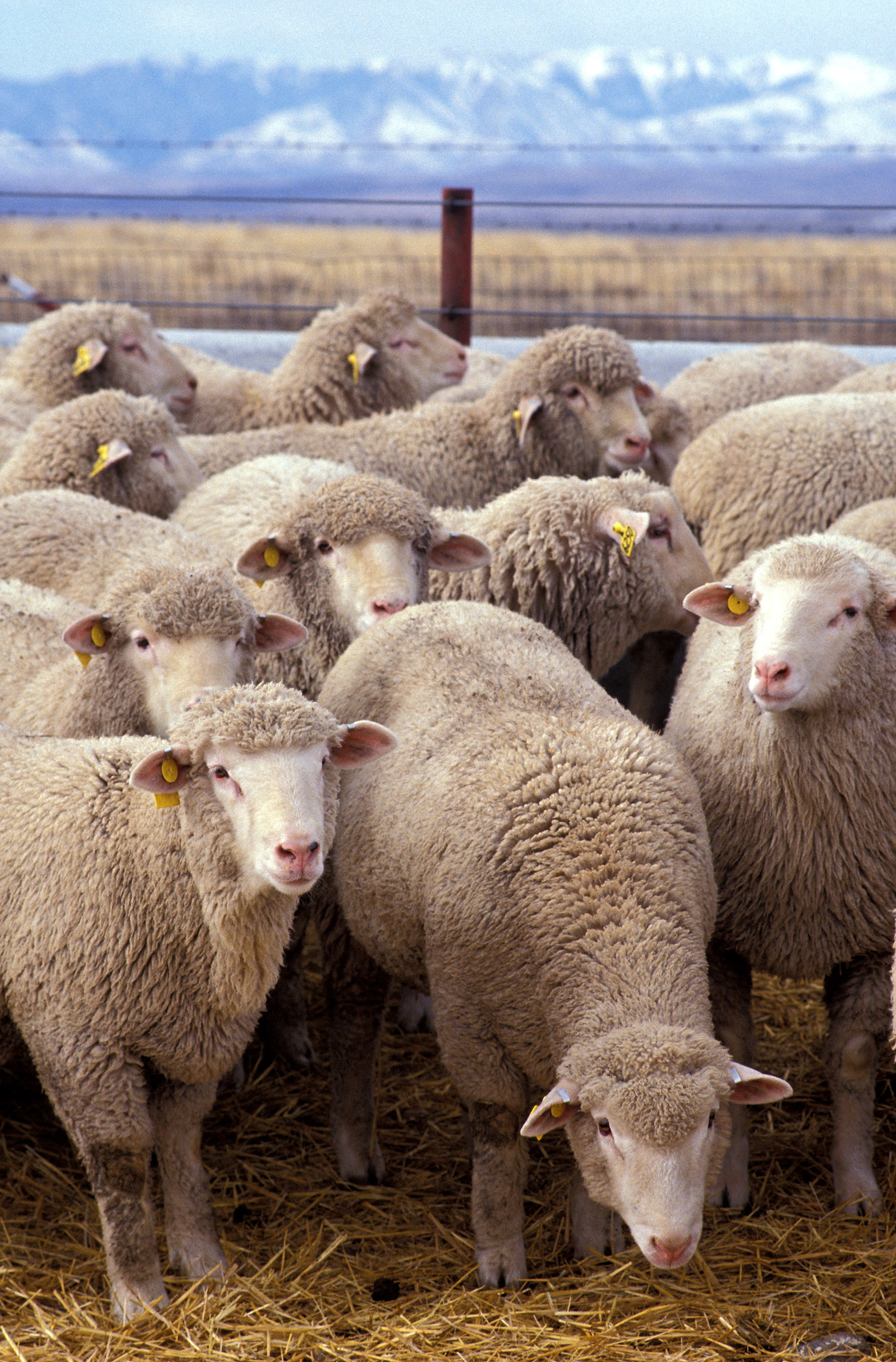
Húsmerinó juhok

## Célja
Az állattenyésztés legfontosabb célja a hús-, tej-, és tojástermelés, valamint a textil- és bőripar számára fontos nyersanyag biztosítása. Hosszú évszázadokon keresztül az állattenyésztés a növénytermesztés egyik kisegítő ágazata volt, a munkákat állati erővel végezték. Napjainkban is általában összefügg e két tevékenység, a növénytermesztést segíti az állattenyésztés, például trágyázás, és fordítva például takarmánynövény-termesztés. Mára a mezőgazdaság legdinamikusabban fejlődő ágazatává vált. Az állattenyésztés legfontosabb célja az állati termék előállítás. A haszonállatokat anyagi nyereség reményében tenyésztik.
A Föld különböző régióiban más-más célból tartják az állatokat. A tradicionális állattartásban az állatok minden termékét hasznosítják, ez főképp Afrikában és Ázsiában jellemző. A kettős hasznosításkor többféle termék közül kettő nagyobb súllyal rendelkezik, mint például a hús- és tejirányú szarvasmarhatartás, illetve a gyapjú- és húsirányú juh- és kecsketartás. A trópusi területekre jellemző az iga- és húsirányú szarvasmarhatartás és a hús- és trágyatermelő sertéstartás is. Egy termék (legfőképp hús és tej) kiemelkedő hozamú termelése hosszú tenyésztői munka eredményeképp lehetséges, ilyen hasznosítást főképp a fejlett országokban találunk.

## Története
A különféle állatfajokat az ember évezredek óta saját hasznára nevelte. Ezeket a háziasított állatokat többféleképpen tudta hasznosítani. Századunkban az állatállomány száma nagymértékben növekedett. A Föld egyes területein gyorsan bekövetkezett életszínvonal-emelkedés egyre jobban befolyásolta az állattenyésztést is. Egyre jobban elterjedtek az iparszerű állattenyésztő telepek.
Egy adott területen tartható állat fajtáját és az állattartás módját meghatározza az éghajlat, a domborzat, a rendelkezésre álló takarmány mennyisége és minősége, az infrastruktúra, valamint a gazdasági környezet. Az éghajlat elemei közül a hőmérséklet, a páratartalom és a napsugárzás befolyásolja azt, hogy melyik fajtát lehet tartani.

## Ágazatai
A háziállatokat két csoportra oszthatjuk: az egyik részük haszonállat, ezek megélhetést biztosítanak, védelmünkről gondoskodnak, segítségünkre vannak, vagy a pénzkeresést szolgálják. A háziállatok másik részét kedvtelésből tartjuk. Haszonállat a  szarvasmarha, a juh, a házi sertés, a ló, a házi tyúk, a lúd stb.

### Szarvasmarha-tenyésztés

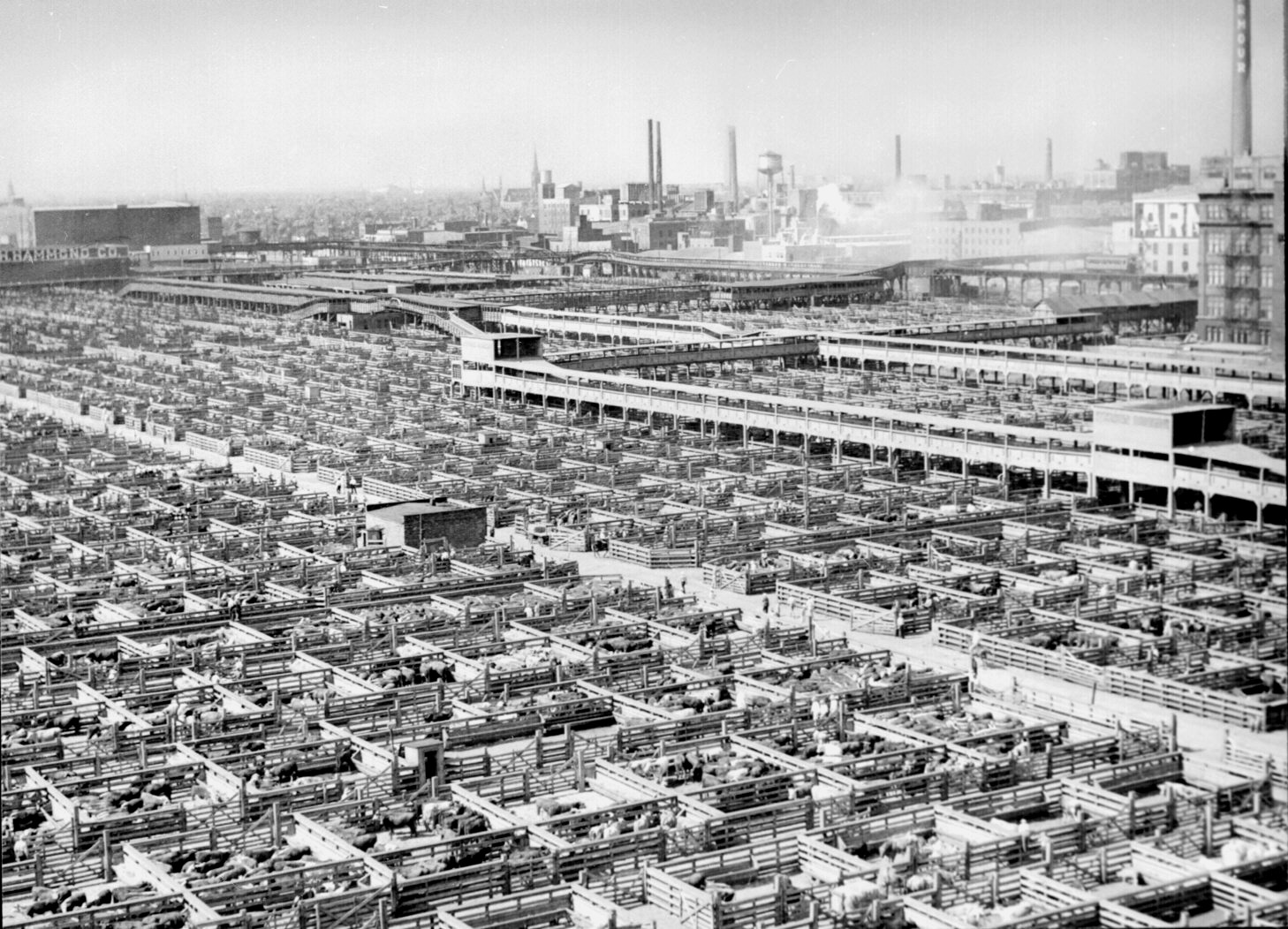
Chicagói marhatenyészet 1947-ben

A szarvasmarhatartás az állattenyésztés legjelentősebb ágazata, az állomány létszáma megközelíti az 1,4 milliárdot. A populáció egyharmada Ázsiában, egynegyede Dél-Amerikában él. A népességhez viszonyított szarvasmarha-állomány ott nagy, ahol nagy legelőterületek vannak, illetve fejlett takarmánygazdálkodással rendelkeznek. A legintenzívebb szarvarmarhatartás Európában jellemző, itt a világ állományának 11%-a adja a világ tejmennyiségének 43%-át.
A világ legnagyobb szarvasmarha-állománya (kb. 200 millió) Indiában van. A vallási előírások miatt a hasznuk azonban minimális. Az Egyesült Államok és Ausztrália szarvasmarha-tenyésztése elsősorban a hústermelést szolgálja. Brazíliában van a világon a második legnagyobb szarvasmarha-állomány. Latin-Amerikában még Mexikó és Argentína szarvasmarha-állománya számottevő. A latin-amerikai országokban jelentős a húsexport, és a marhabőr hasznosítása is igen fontos. Az Alpok térségében és Észak-Európában a legelőkön és réteken alapuló szarvasmarha-tenyésztés a jellemző, de fontos a hústermelés is. Dél- és Kelet-Ázsiában a hagyományos legeltetésen alapuló szarvasmarha-tartás fő célja az állati erő hasznosítása. A fejlettebb országok metropoliszai és települései körül mindenhol a világon meghonosodott a tejtermelő szarvasmarhák tenyésztése.
| Földünkön élő szarvasmarha-állomány és annak hús- és tejtermelése (FAO, 2002) | Földünkön élő szarvasmarha-állomány és annak hús- és tejtermelése (FAO, 2002) | Földünkön élő szarvasmarha-állomány és annak hús- és tejtermelése (FAO, 2002) | Földünkön élő szarvasmarha-állomány és annak hús- és tejtermelése (FAO, 2002) | Földünkön élő szarvasmarha-állomány és annak hús- és tejtermelése (FAO, 2002) | Földünkön élő szarvasmarha-állomány és annak hús- és tejtermelése (FAO, 2002) | Földünkön élő szarvasmarha-állomány és annak hús- és tejtermelése (FAO, 2002) |
| Kontinens                                                                     | Állomány (millió db)                                                          | %                                                                             | Hústermelés (millió tonna)                                                    | %                                                                             | Tejtermelés (millió tonna)                                                    | %                                                                             |
| ----------------------------------------------------------------------------- | ----------------------------------------------------------------------------- | ----------------------------------------------------------------------------- | ----------------------------------------------------------------------------- | ----------------------------------------------------------------------------- | ----------------------------------------------------------------------------- | ----------------------------------------------------------------------------- |
| Afrika                                                                        | 230,0                                                                         | 17                                                                            | 4,1                                                                           | 7                                                                             | 18,6                                                                          | 4                                                                             |
| Észak- és Közép-Amerika                                                       | 160,7                                                                         | 12                                                                            | 15,2                                                                          | 27                                                                            | 96,6                                                                          | 20                                                                            |
| Dél-Amerika                                                                   | 308,6                                                                         | 23                                                                            | 11,8                                                                          | 21                                                                            | 47,0                                                                          | 10                                                                            |
| Ázsia                                                                         | 470,9                                                                         | 35                                                                            | 11,2                                                                          | 20                                                                            | 96,7                                                                          | 20                                                                            |
| Óceánia                                                                       | 37,7                                                                          | 3                                                                             | 2,7                                                                           | 5                                                                             | 24,6                                                                          | 5                                                                             |
| Világ                                                                         | 1351,8                                                                        | 100                                                                           | 56,6                                                                          | 100                                                                           | 493,8                                                                         | 100                                                                           |

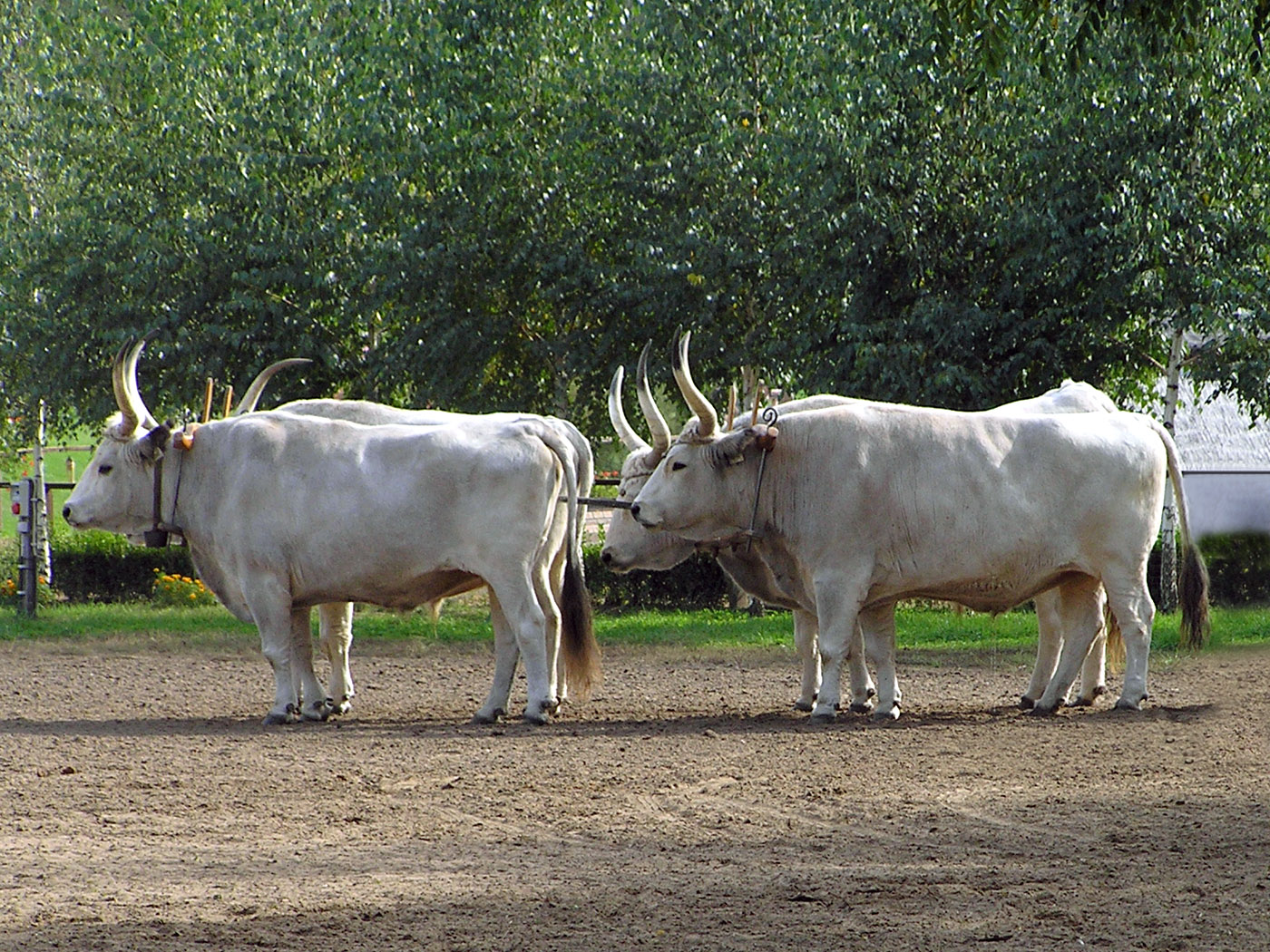
Magyar szürke szarvasmarha

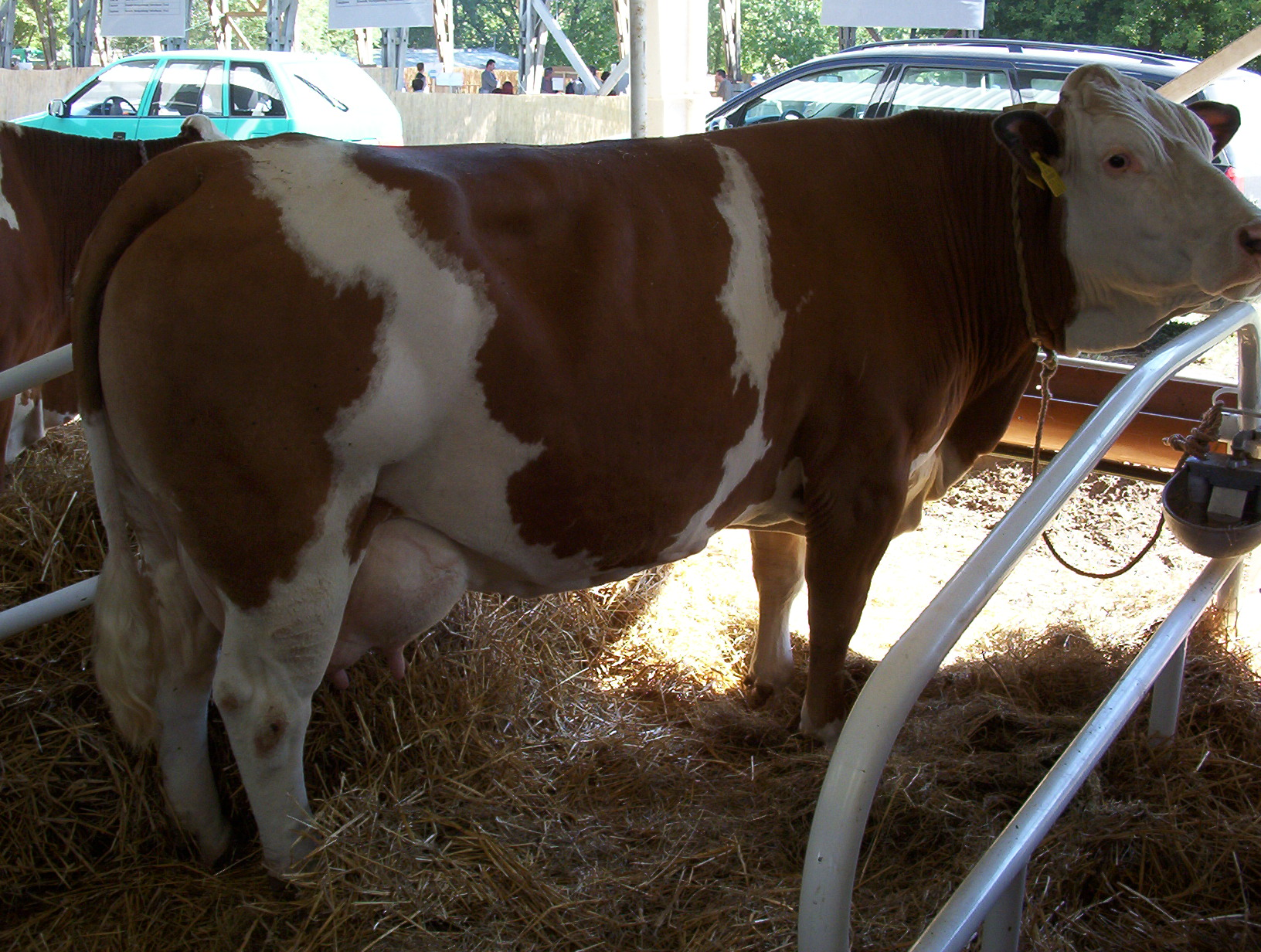
Magyartarka

A gazdasági állatfajok közül a szarvasmarha-tenyésztés (Bos taurus) hazánkban és világviszonylatban is igen nagy jelentőségű. Egyik legfontosabb nemzetgazdasági feladata a lakosság tejjel és tejtermékekkel való ellátása. Magyarországon a tej- és tejtermék fogyasztás a környező európai országokéhoz viszonyítva mérsékeltebb. Az egy főre jutó hazai tejfogyasztás 163,5 kg/év (KSH, 2007). A szarvasmarha-tenyésztés második legfontosabb haszna a hústermelés, amely hazánkban főleg az exportlehetőségek kihasználása miatt nagy jelentőségű. Az egy főre jutó hazai marhahúsfogyasztás 3,3 kg/év (KSH, 2007). A szarvasmarha-tenyésztés az elsősorban emberi táplálékként hasznosított tej- és hústermelés mellett fontos ipari nyersanyagokat is előállít.
Napjainkra mintegy 400 szarvasmarhafajtát tenyésztettek ki. A hasznosítás iránya szerint megkülönböztetünk tejtermelő (például holstein-fríz, jersey stb.), hústermelő (például hereford, charolais stb.) és vegyes hasznosítású (például magyartarka, brown swiss stb.) fajtákat. Napjainkban is jelentős őshonos fajtánk a magyar szürke szarvasmarha. A KSH 2009. december 1-jei összeírása szerint a szarvasmarhák száma hazánkban 700 ezer, ebből a tehénállomány 312 ezer.

### Sertéstenyésztés
A sertéstenyésztés (Sus scrofa f. domestica) elsősorban a mérsékelt éghajlatú területeken terjedt el: Európa, Egyesült Államok és Ázsia egy részén. Általában jelen van a nagy népsűrűségű területeken is. Afrikában és a Közel-Keleten szinte teljesen ismeretlen. A forró éghajlatú övezetekben sem tenyésztik. A világ sertésállományában egyre fontosabb szerephez jutnak a hússertések. A zsírjukért tenyésztett sertések száma csökken, a sertéstenyésztésben kitett arányuk is csökkent az elmúlt években.
A világ nagy kukoricatermelő körzeteiben szinte mindenhol fellelhető a sertéstenyésztés. Egyes térségekben a burgonya a sertések legfontosabb takarmánya. Nyugat-Európában a lefölözött tej és a szemestakarmányok jelentik a legfontosabb takarmányozási formát. Észak-Európában árpán és burgonyán tartják a sertéseket.
| Afrika                  | 18,4  | 2    | 0,6  | 0,5 |
| Észak- és Közép-Amerika | 97,4  | 10,5 | 11,9 | 13  |
| Dél-Amerika             | 55,4  | 6    | 3,1  | 3   |
| Ázsia                   | 522,4 | 60   | 49,9 | 55  |
| Európa                  | 194,1 | 21   | 25,0 | 28  |
| Óceánia                 | 5,1   | 0,5  | 0,5  | 0,5 |
| Világ                   | 922,9 | 100  | 91,0 | 100 |

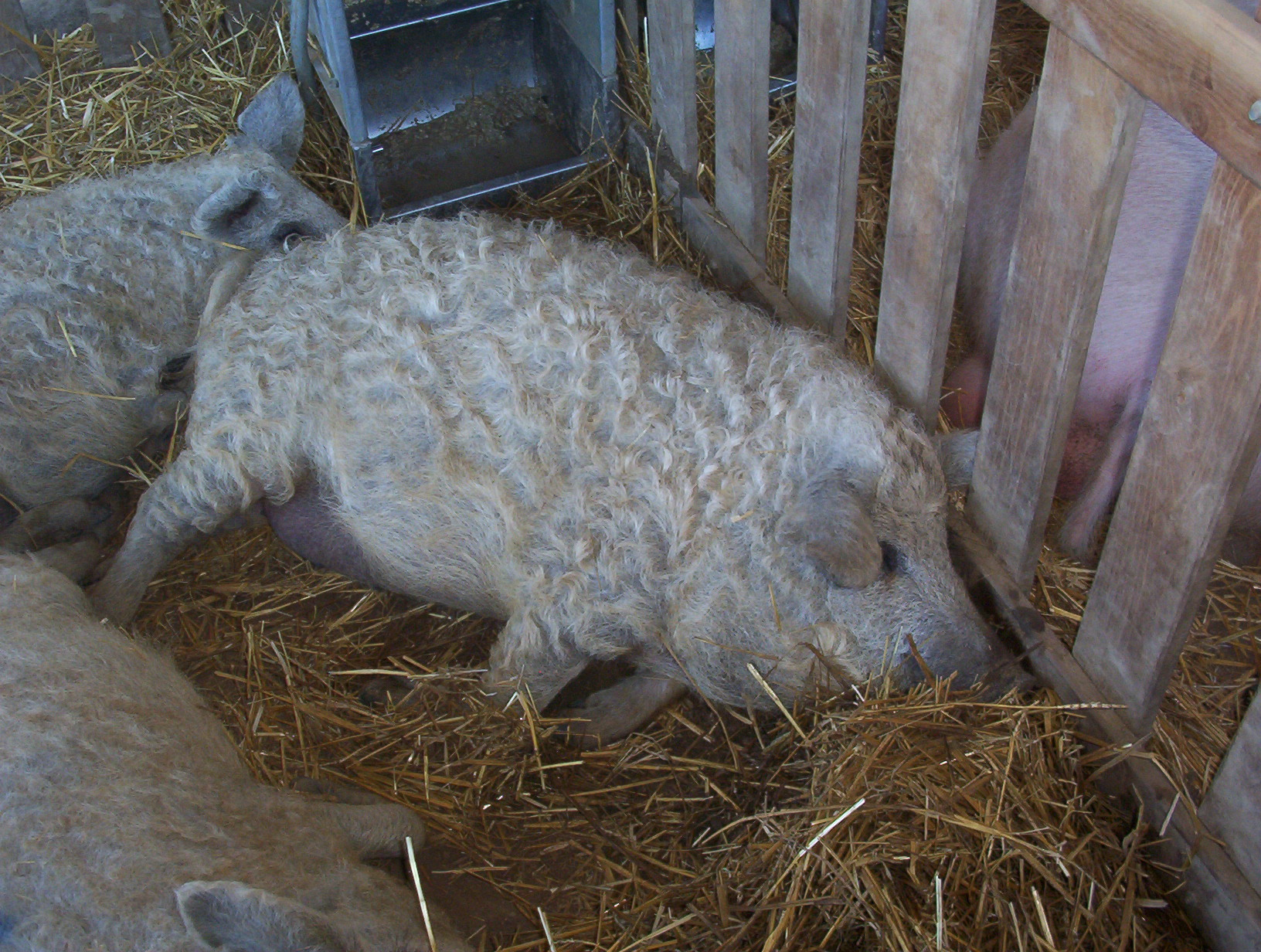
Szőke mangalica

Magyarországon a jelentősebb fajták: magyar nagy fehér hússertés, magyar lapály, duroc, pietrain stb. Hibridek előállításával számos (főleg külföldi) cég foglalkozik. A sertések száma 3,2 millió volt 2009 decemberében, az anyakocák száma 226 ezer. A hazai sertéshúsfogyasztás 28 kg/fő/év (KSH, 2007).

### Juhtenyésztés

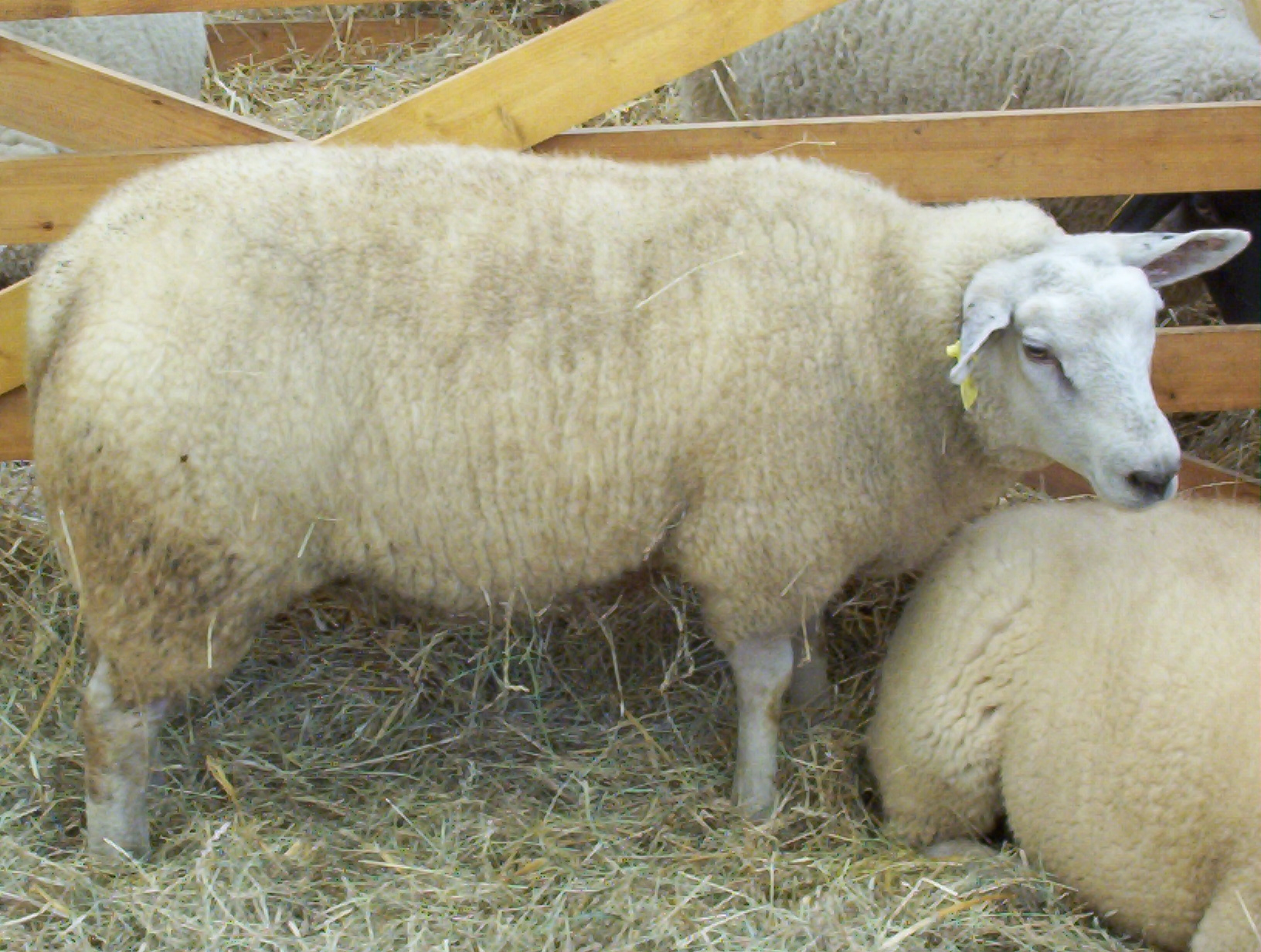
Texel Juhász Pál tenyészetéből

A juh (Ovis aries) háziasítása Közép-Ázsiában Kr.e. 8-10 ezer évvel ezelőtt ment végbe. A juhfajták elterjedését és a hasznosítás irányát az éghajlat határozza meg legfőképp, a tenyésztésre a nagy kiterjedésű száraz és félszáraz területek kiválóan alkalmasak. Ezeken a területeken más állatok számára nem kedvezőek a legelők. A juhtenyésztés céljai a hús-, tej-, és a gyapjútermelés.
A juhok száma 1 millió 200 ezer, amelyből az anyajuhok száma 968 ezerre tehető (2009. december 1.). Az állományban az 1990-es évek elején hatalmas csökkenés ment végbe, a csökkenés 15%-os volt Új-Zélandon, 30%-os Ausztráliában, 40%-os a kelet-európai országokban és a volt Szovjetunió területén. A visszaesést a gyapjúválság okozta, mikor a gyapjúból hatalmas eladatlan készletek keletkeztek. Növekedés tapasztalható ezzel szemben a Közel-Keleten, Észak-Afrikában és Kínában.
A világ legnagyobb juhállománya Ausztráliában található. Ausztráliában elsősorban a gyapjáért tenyésztik az állatokat. Az állandóan szabadban tartott állatok gyapja igen jó minőségű. A gyengébb minőségű legelőkön – mint például Kazahsztán – tartott juhok száma is igen jelentős. A Dél-afrikai Köztársaság és Argentína juhállománya a nyersgyapjú termelés és az export szempontjából emelhető ki. Nagy-Britanniában és Spanyolországban a gyapjútermelés, valamint a juhhús és a fiatal bárányhús fogyasztása a jellemző. Magyarországon a juhtenyésztés elsődleges célja a vágóbárány-előállítás.
| Földünkön élő juhállomány és annak hús-, tej- és gyapjútermelése (FAO, 2002) | Földünkön élő juhállomány és annak hús-, tej- és gyapjútermelése (FAO, 2002) | Földünkön élő juhállomány és annak hús-, tej- és gyapjútermelése (FAO, 2002) | Földünkön élő juhállomány és annak hús-, tej- és gyapjútermelése (FAO, 2002) | Földünkön élő juhállomány és annak hús-, tej- és gyapjútermelése (FAO, 2002) | Földünkön élő juhállomány és annak hús-, tej- és gyapjútermelése (FAO, 2002) | Földünkön élő juhállomány és annak hús-, tej- és gyapjútermelése (FAO, 2002) | Földünkön élő juhállomány és annak hús-, tej- és gyapjútermelése (FAO, 2002) | Földünkön élő juhállomány és annak hús-, tej- és gyapjútermelése (FAO, 2002) |
| Kontinens                                                                    | Állomány (millió db)                                                         | %                                                                            | Hústermelés (millió tonna)                                                   | %                                                                            | Tejtermelés (millió tonna)                                                   | %                                                                            | Nyers gyapjú (millió tonna)                                                  | %                                                                            |
| ---------------------------------------------------------------------------- | ---------------------------------------------------------------------------- | ---------------------------------------------------------------------------- | ---------------------------------------------------------------------------- | ---------------------------------------------------------------------------- | ---------------------------------------------------------------------------- | ---------------------------------------------------------------------------- | ---------------------------------------------------------------------------- | ---------------------------------------------------------------------------- |
| Afrika                                                                       | 250,1                                                                        | 24                                                                           | 1,1                                                                          | 15                                                                           | 1,7                                                                          | 22                                                                           | 0,21                                                                         | 9                                                                            |
| Észak- és Közép-Amerika                                                      | 15,3                                                                         | 1                                                                            | 0,2                                                                          | 2,5                                                                          | -                                                                            | -                                                                            | -                                                                            | -                                                                            |
| Dél-Amerika                                                                  | 75,3                                                                         | 7                                                                            | 0,2                                                                          | 2,5                                                                          | -                                                                            | -                                                                            | 0,17                                                                         | 7                                                                            |
| Ázsia                                                                        | 406,6                                                                        | 38                                                                           | 3,5                                                                          | 47                                                                           | 3,3                                                                          | 42                                                                           | 0,7                                                                          | 30                                                                           |
| Európa                                                                       | 144,8                                                                        | 14                                                                           | 1,3                                                                          | 17                                                                           | 2,8                                                                          | 36                                                                           | 0,27                                                                         | 11                                                                           |
| Óceánia                                                                      | 164,0                                                                        | 16                                                                           | 1,2                                                                          | 16                                                                           | -                                                                            | -                                                                            | 0,95                                                                         | 41                                                                           |
| Világ                                                                        | 1056,2                                                                       | 100                                                                          | 7,5                                                                          | 100                                                                          | 7,8                                                                          | 100                                                                          | 2,33                                                                         | 100                                                                          |

### Kecsketenyésztés

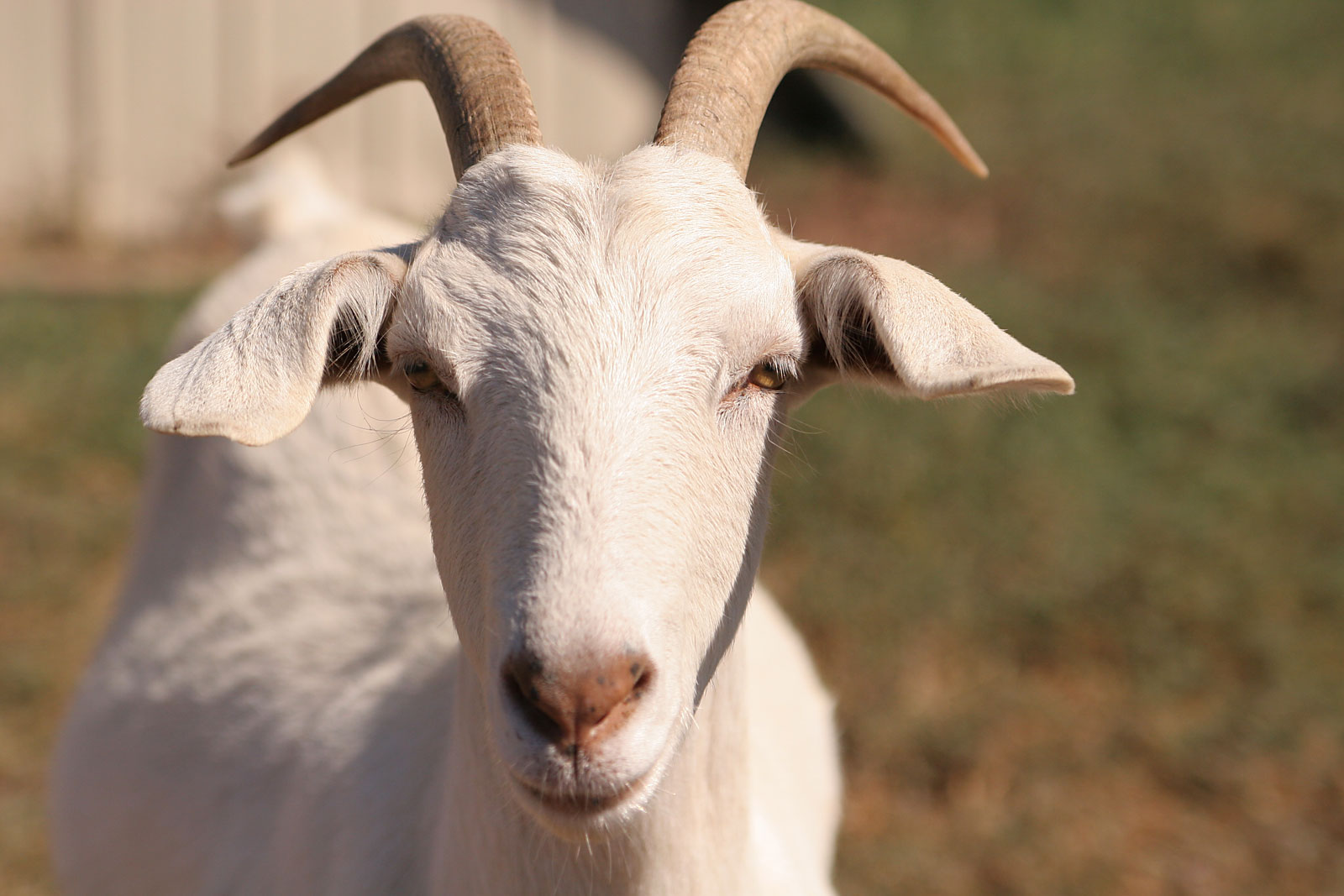
Házi kecske

A kecske egyike az elsőként háziasított állatainknak, a legelső maradványok Kr.e. 8000-ben keletkeztek az Iráni-felföldön. Egyetlen gazdasági állatfaj sem termel olyan sokféle terméket viszonylag kis és szerény befektetéssel, mint a kecske (Capra hircus). Olyan területeket (meredek kopárok, ugarok, beszántás előtti területek) is képes hasznosítani, melyet más haszonállat nem. A kecske a testtömeghez viszonyított tejtermelésben az élen áll (8-10x). Húsa megfelel a korszerű konyha követelményeinek. Szőre, bőre bőr-, illetve szövőipari nyersanyag. Trágyája sem elhanyagolható.
A kecsketartás intenzitása különbözik az egyes kontinenseken. Afrikában él a világ állományának harmada, mely a kecsketej- és hústermelés 20%-át adja. Az ázsiai területeken inkább a hús- és bőrtermelés jelentős. Európában a populáció 2% termeli meg a kecsketej mennyiségének 20%-át.
| Földünkön élő kecskeállomány és annak hús-, tej- és bőrtermelése (FAO, 2002) | Földünkön élő kecskeállomány és annak hús-, tej- és bőrtermelése (FAO, 2002) | Földünkön élő kecskeállomány és annak hús-, tej- és bőrtermelése (FAO, 2002) | Földünkön élő kecskeállomány és annak hús-, tej- és bőrtermelése (FAO, 2002) | Földünkön élő kecskeállomány és annak hús-, tej- és bőrtermelése (FAO, 2002) | Földünkön élő kecskeállomány és annak hús-, tej- és bőrtermelése (FAO, 2002) | Földünkön élő kecskeállomány és annak hús-, tej- és bőrtermelése (FAO, 2002) | Földünkön élő kecskeállomány és annak hús-, tej- és bőrtermelése (FAO, 2002) | Földünkön élő kecskeállomány és annak hús-, tej- és bőrtermelése (FAO, 2002) |
| Kontinens                                                                    | Állomány (millió db)                                                         | %                                                                            | Hústermelés (millió tonna)                                                   | %                                                                            | Tejtermelés (millió liter)                                                   | %                                                                            | Bőrtermelés (ezer tonna)                                                     | %                                                                            |
| ---------------------------------------------------------------------------- | ---------------------------------------------------------------------------- | ---------------------------------------------------------------------------- | ---------------------------------------------------------------------------- | ---------------------------------------------------------------------------- | ---------------------------------------------------------------------------- | ---------------------------------------------------------------------------- | ---------------------------------------------------------------------------- | ---------------------------------------------------------------------------- |
| Afrika                                                                       | 218,6                                                                        | 29                                                                           | 0,8                                                                          | 21                                                                           | 2,8                                                                          | 22                                                                           | 146                                                                          | 18                                                                           |
| Észak- és Közép-Amerika                                                      | 13,7                                                                         | 2                                                                            | -                                                                            | -                                                                            | 0,1                                                                          | 1                                                                            | 9                                                                            | 1                                                                            |
| Dél-Amerika                                                                  | 22,1                                                                         | 3                                                                            | -                                                                            | -                                                                            | 0,2                                                                          | 2                                                                            | 13                                                                           | 1                                                                            |
| Ázsia                                                                        | 465,2                                                                        | 63                                                                           | 2,6                                                                          | 70                                                                           | 7,0                                                                          | 56                                                                           | 644                                                                          | 77                                                                           |
| Európa                                                                       | 17,9                                                                         | 2                                                                            | 0,1                                                                          | 3                                                                            | 2,3                                                                          | 19                                                                           | 22                                                                           | 3                                                                            |
| Világ                                                                        | 738,2                                                                        | 100                                                                          | 3,7                                                                          | 100                                                                          | 12,5                                                                         | 100                                                                          | 840                                                                          | 100                                                                          |

### Lótenyésztés

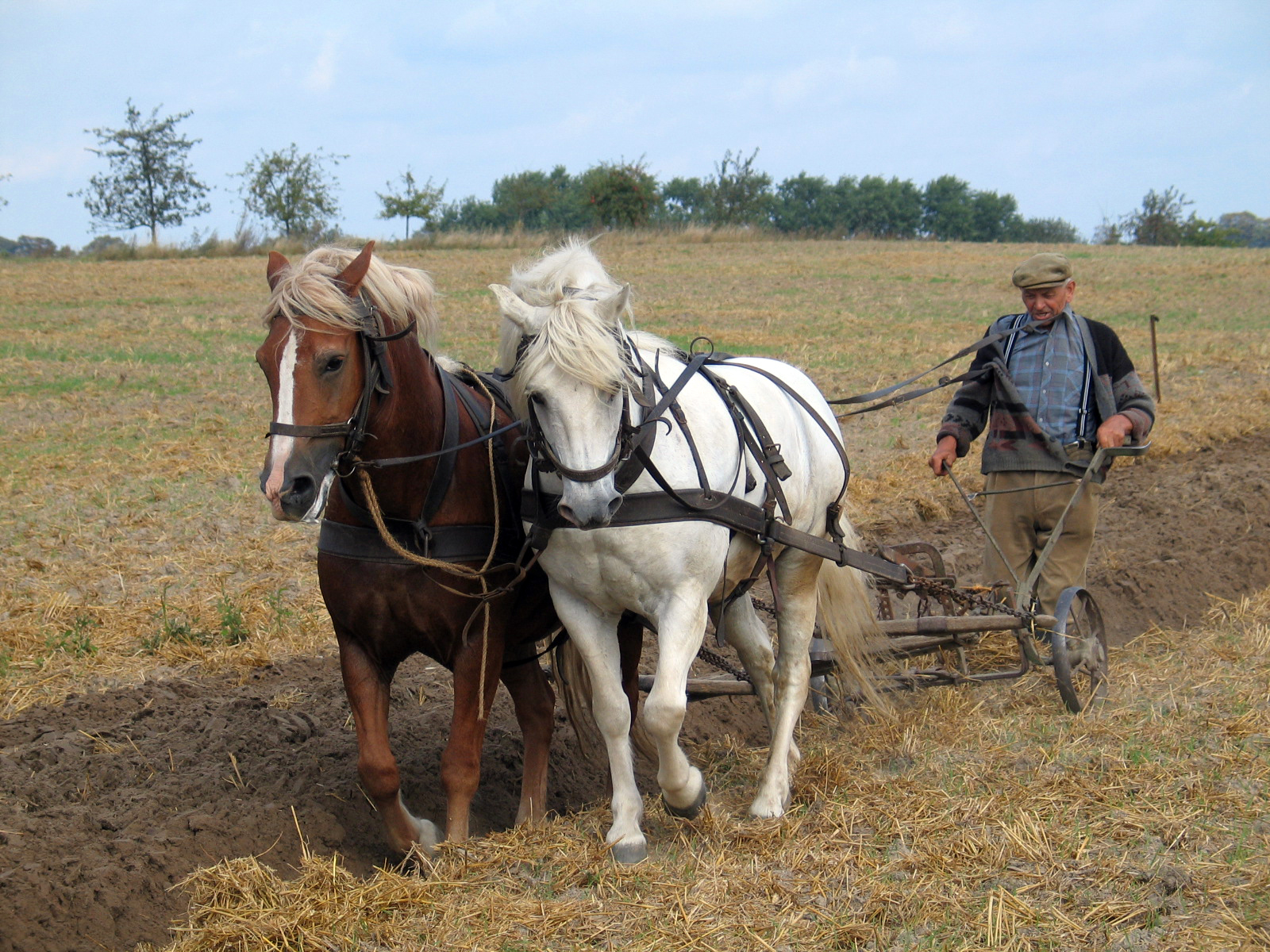
Gazdasági hasznosítás

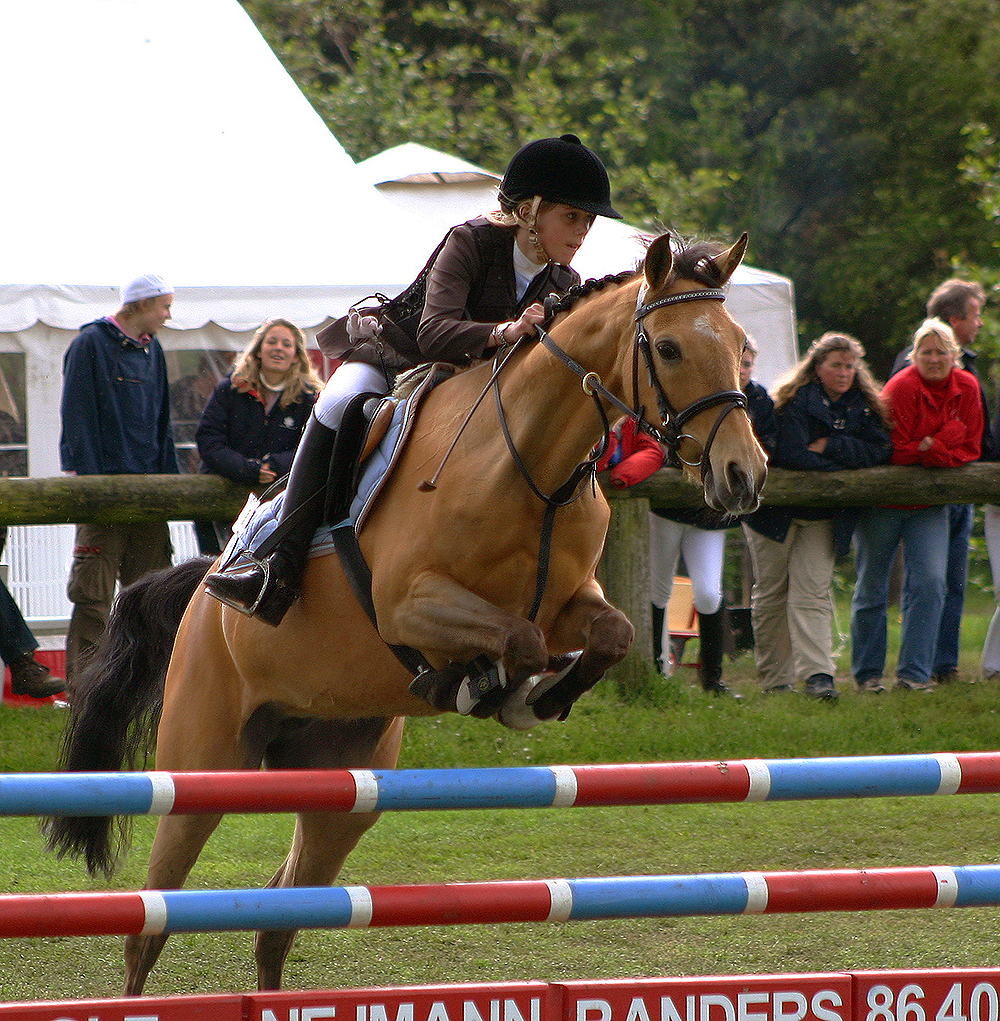
A fejlett országokban mára döntően a sportló lett a lótenyésztés célja

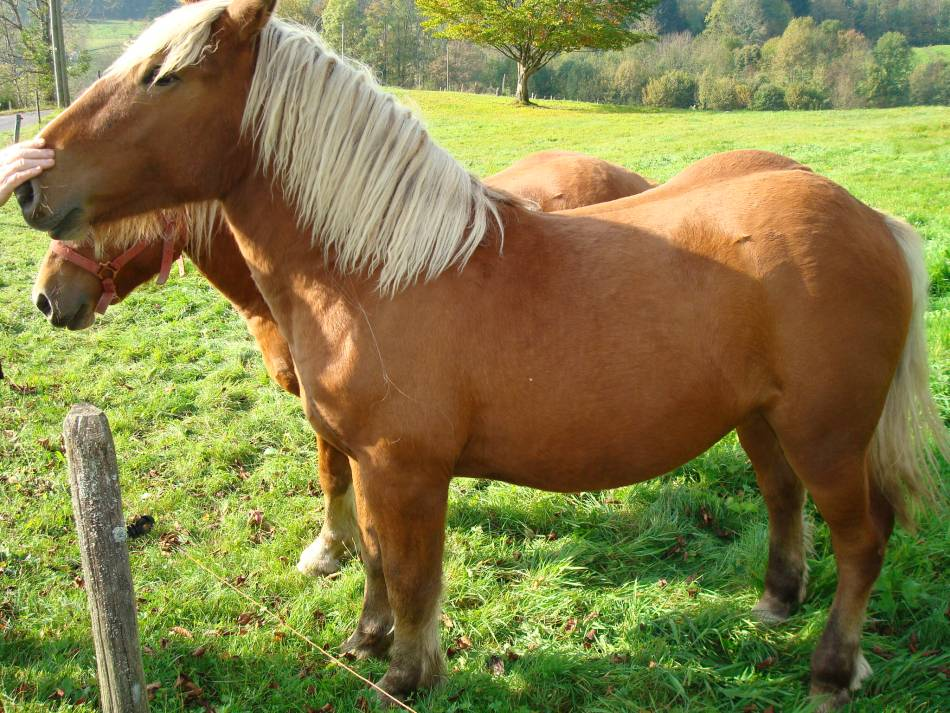
Comtois póni

A ló (Equus caballus) közel hatezer éve társa az embernek.
A ló evolúciója 70 millió év alatt ment végbe. A vadló az amerikai kontinensen kihalt, csak az eurázsiai kontinensen maradt fenn.
Az ember és a vadló első találkozása ugyanúgy a vadász és a zsákmány találkozása volt, mint a többi állat esetében. A ló háziasítására az i. e. 4. évezredben került sor. Kezdetben békés célra használták a lovakat, teherszállításra, igásállatként, illetve hátaslóként. Az újabb történelemformáló korszakot a lovasnomád népek jelentették, a lovas harcászat elterjesztésével. A lovassportok ugrásszerű fejlődésével a fejlett országokban mára döntően a sportló lett a lótenyésztés célja, noha a fejlődő világban a lovak legtöbbje ma is gazdasági munkát végez. Egyes lovasnomád múltú népeknél napjainkban is fejik a lovat, a ló húsa pedig egyik-másik nyugati országban a gazdagok asztalára is kerül. A magyar ló történetét négy korszakra szokták osztani: a honfoglalás korabeli magyar ló kora, az arab ló hatásának korszaka, a spanyol ló divatja és az angol telivér korszaka.
Lófajták:
A lófajtákat többféle szempont alapján csoportosíthatjuk. A melegvérű lófajták közül nemzetközileg elterjedtek az arab ló és az angol telivér, magyar fajták a kisbéri félvér, gidrán, nóniusz. Hidegvérű lófajták például a belga-ardenni ló, a magyar hidegvérű ló, a muraközi ló, a percheron. Az ember környezetének védelme, az erdők egészségének megőrzése, megújulásának biztosítása a hidegvérű lófajták reneszánszát hozta. További csoportot képeznek a pónifajták: shetland póni, welsh póni stb.
| Afrika                  | 4,9  | 8   | 13  | 2   |
| Észak- és Közép-Amerika | 14,1 | 24  | 129 | 19  |
| Dél-Amerika             | 15,6 | 27  | 97  | 14  |
| Ázsia                   | 16,2 | 28  | 289 | 43  |
| Európa                  | 7,0  | 12  | 124 | 18  |
| Óceánia                 | 0,4  | 1   | 22  | 3   |
| Világ                   | 58,2 | 100 | 674 | 100 |

A különböző statisztikai adatok szerint a világ lóállománya 60-65 millió. A KSH 2009. december 1-jei összeírása szerint Magyarország lóállománya 61 ezerre tehető.
A ló rokon fajai közül a házi szamarat tenyésztik, amely az afrikai vadszamár háziasított változata. A ló és a házi szamár hibridje az öszvér. A világ háziszamár-állománya 40 millióra, az öszvérek állománya 15 millióra tehető.

### Baromfitenyésztés

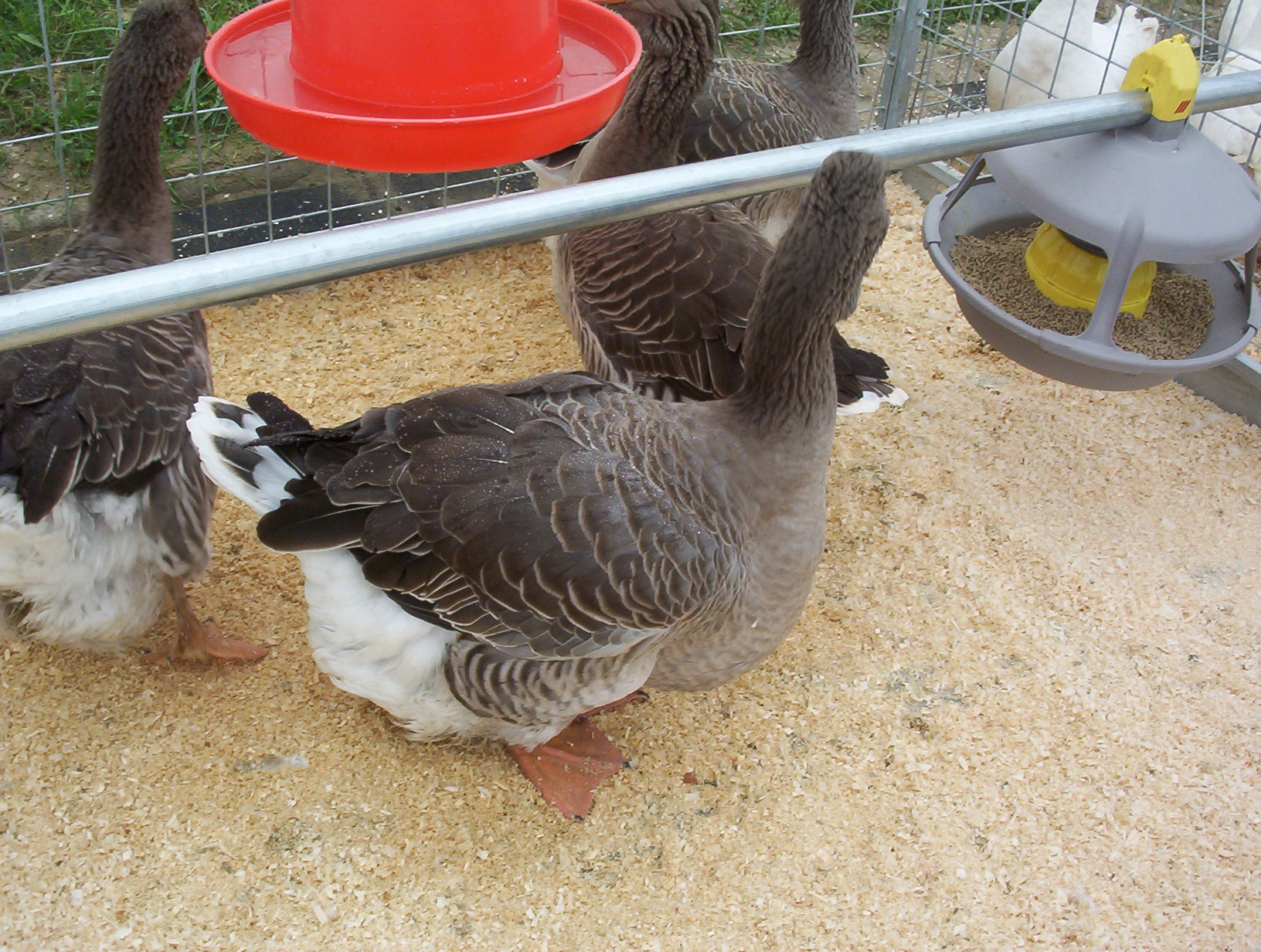
Toulouse-i lúd

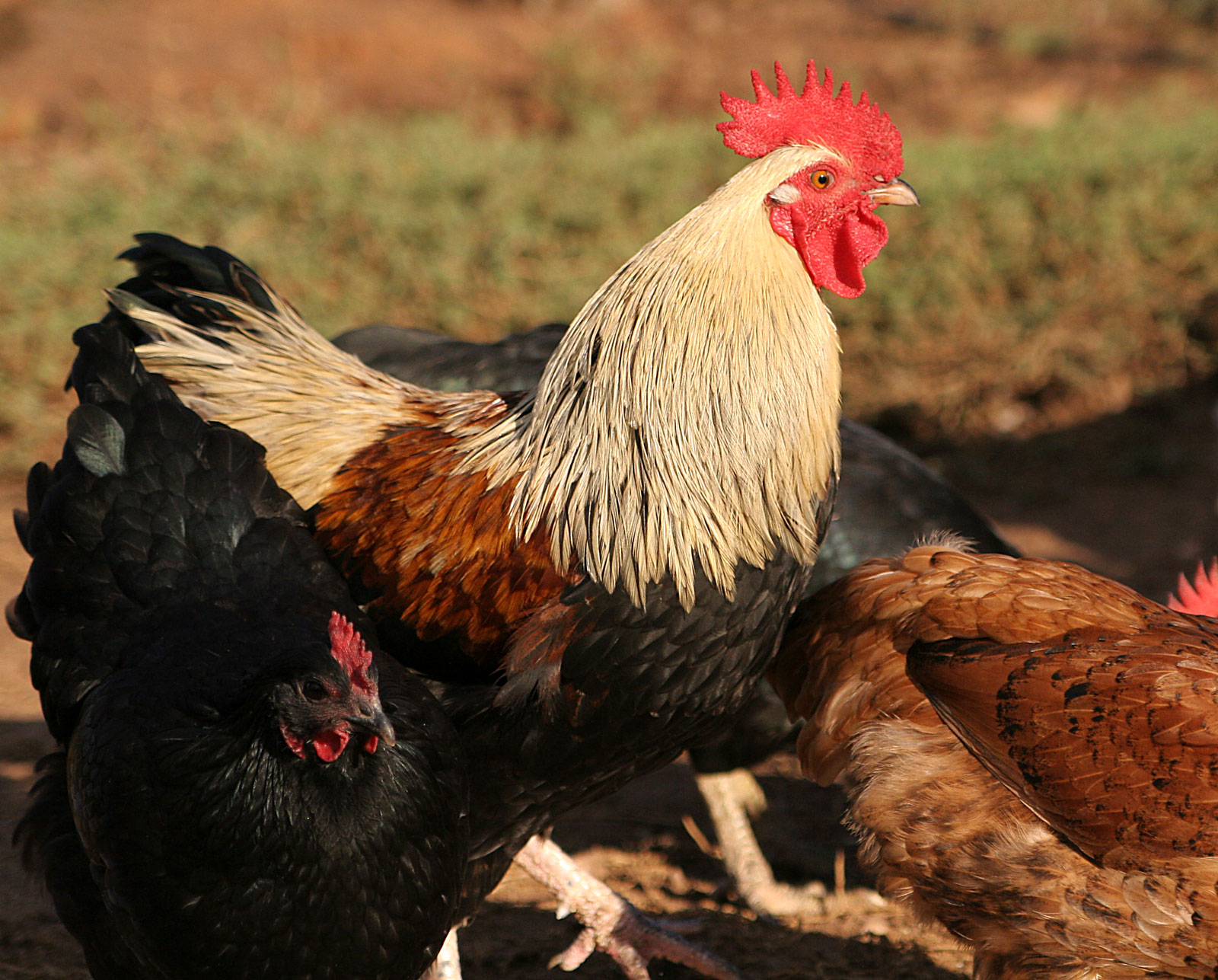
Házi tyúkok

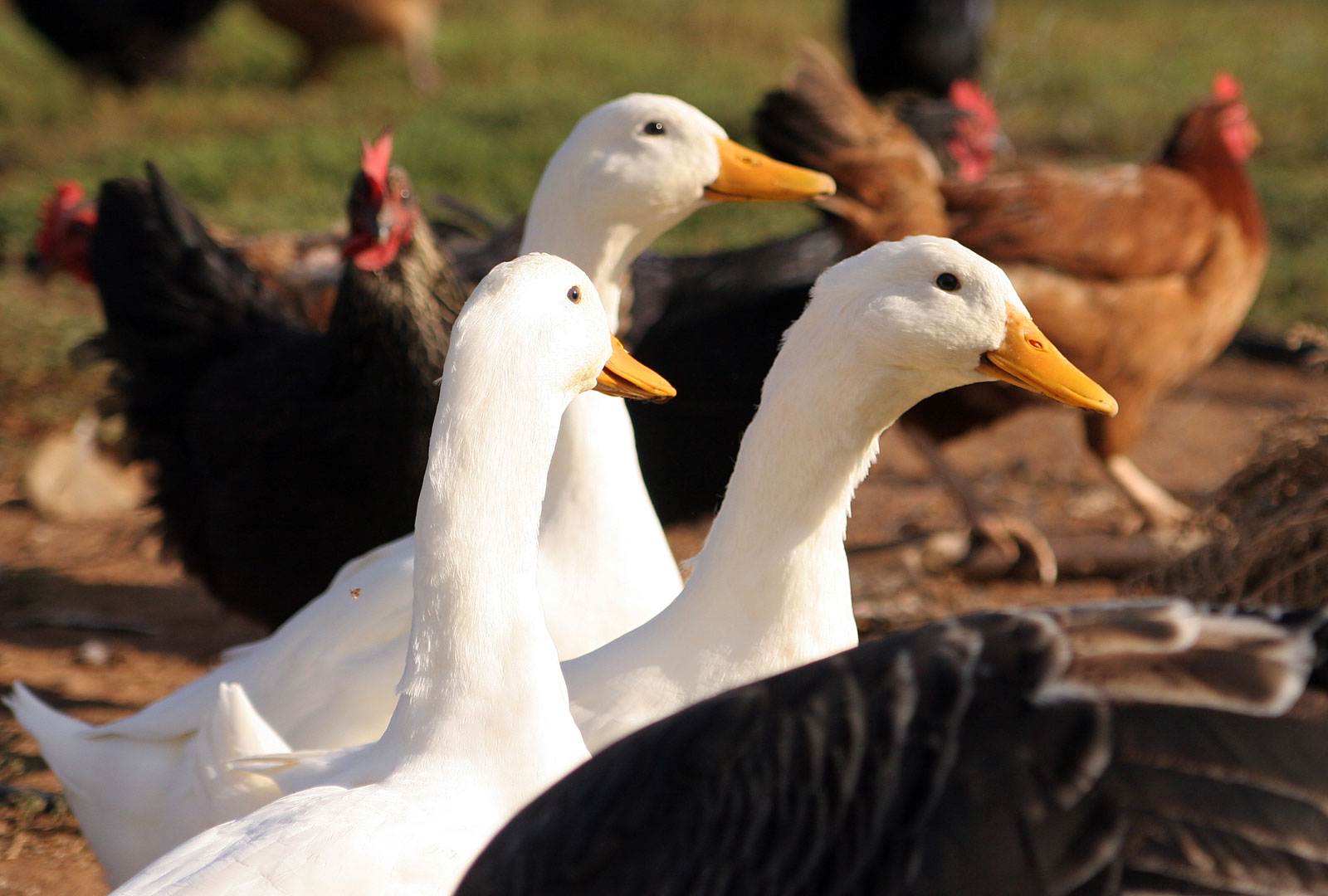
Házikacsák

A baromfi szó gyűjtőfogalom, amelybe a tenyésztett szárnyas állatokat soroljuk: tyúk (Gallus domesticus), pulyka (Meleagris gallopavo), gyöngytyúk (Numida meleagris), lúd (Anser anser f. domectica), házi kacsa (Anas platyrhynchos f. domestica), pézsmakacsa (Cairina moschata f. domestica), galamb (Columba domestica), páva (Pavo cristatus) és fürj (Coturnix coturnix).  A házi tyúk származása polifiletikus, eredetét négy vadtyúkfajra vezetik vissza. A fajták közvetlen árutermelés szempontjából háttérbe szorultak, napjainkban hibridek előállításában játszanak szerepet.
Az állattenyésztésen belül a baromfitartás a legdinamikusabban fejlődő ágazat, az ezredfordulón a baromfiipar adta a Földön megtermelt hús 30%-át. Vallási megkötések a tojás és csirkehús fogyasztását sehol nem korlátozzák. A baromfitartás módját a természeti adottságok és a gazdasági környezet is befolyásolja, a legelterjedtebb az istállózó baromfitartás, ezen belül megkülönböztetünk nyitott és zárt istállókat. Szabad tartásos rendszer is működik, itt a madarak a legelőn tartózkodnak.
| Afrika                  | 1276  | 9   | 16  | 2   | 7   | 3   |
| Észak- és Közép-Amerika | 2704  | 18  | 16  | 2   | 96  | 40  |
| Dél-Amerika             | 1765  | 12  | 7   | 1   | 12  | 5   |
| Ázsia                   | 7250  | 49  | 812 | 89  | 12  | 5   |
| Európa                  | 1764  | 12  | 64  | 7   | 112 | 46  |
| Világ                   | 14859 | 100 | 917 | 100 | 243 | 100 |

Az egy főre eső hazai baromfihús-fogyasztás 29 kg/év, tojásfogyasztás 270 db/év (KSH, 2007). A világ tyúkállománya meghaladja a 11 milliárdot. A tyúkállomány 40%-a Ázsiában található, majd Észak- és Közép-Amerika, Európa és a volt Szovjetunió utódállamai követik a sorban. A tyúkfélék száma 32,1 millió, a libaállomány 1,4 millió, a kacsaállomány 3,7 millió, a pulykaállomány 3 millió volt Magyarországon 2009. december 1-jén (KSH).

### Nyúltenyésztés

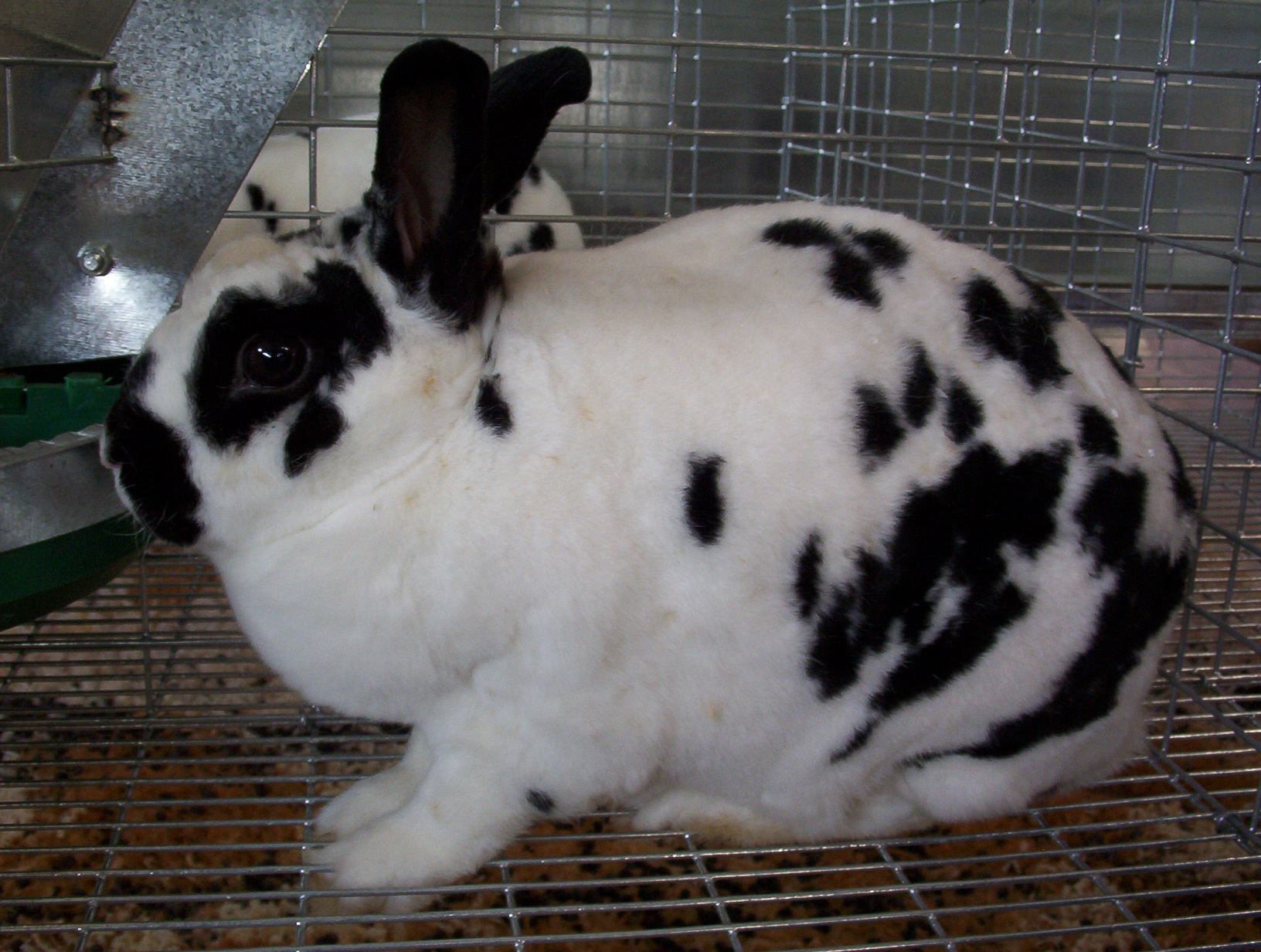
Német tarka óriás

A házi nyúl (Oryctolagus cuniculus f. domestica) hasznosítása többirányú: hústermelés, gereznája értékes, szőre feldolgozható és a házinyulat kedvtelésből is tartják. A házinyúl-tenyésztés jelentőségét elsősorban hústermelése határozza meg. A világ legjelentősebb nyúlhústermelő országai: Olaszország, Franciaország, Spanyolország, Ukrajna, Kína, stb. Magyarország a 23. helyen áll. A nyúlhús fogyasztását elsősorban a tradíciók, a szokások és vallási előírások (tiltások) határozzák meg. A muszlim országokban nincs tradíciója a nyúl fogyasztásának, a zsidó és hindu vallás pedig tiltja.

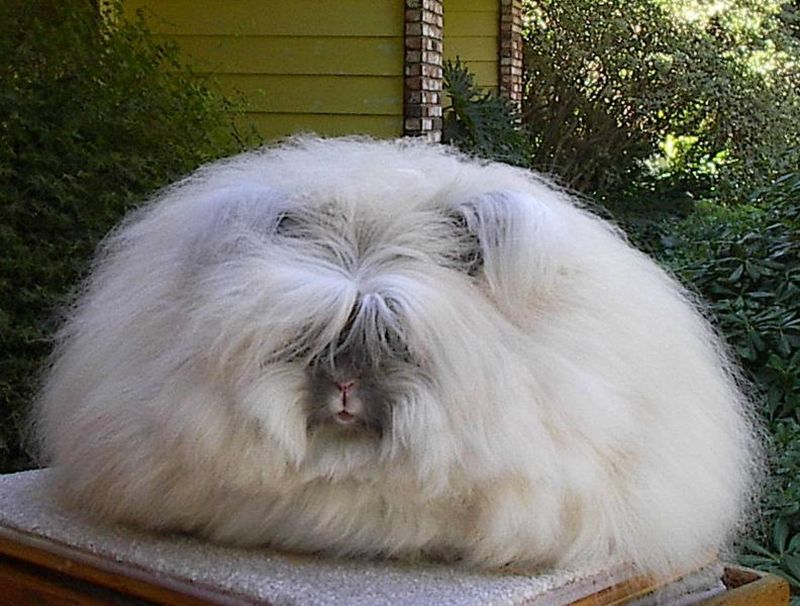
Angol angóranyúl

A nyulak fontos mellékterméke a gerezna, mely prémipari termékek alapanyaga, illetve bőrükből cipő, kesztyű stb. készül.
Az angóranyúl gyapja rendkívül értékes, jelenleg a világon 13 000 tonna angóragyapjút állítanak elő, ebből 12 000 tonnát Kínában.
A házinyúl az üregi nyúltól (Oryctolagus cuniculus) származik, a mezei nyúl (Lupus europaeus) más faj. A legrégebbi üregi nyúltól származó csontlelet 6 millió éves, Spanyolország területén, Andalúziában találták. A háziasítás kezdete a 18. századra tehető. A nyúlfajtákat a kifejlett kori testtömeg alapján is csoportosíthatjuk. A másik csoportosítás a szőrzet hosszúsága alapján történik. Nagy testű v. óriás fajták a magyar óriás, belga óriás, stb., középnagy testű fajták a pannon fehér, debreceni fehér, új-zélandi fehér stb. Ebben a csoportosításban megkülönböztetünk még kis testű és törpe fajtákat is. Ismertebb nyúlhibridek: hyplus, hycole, hyla, zika stb.

### Prémesállat-tenyésztés

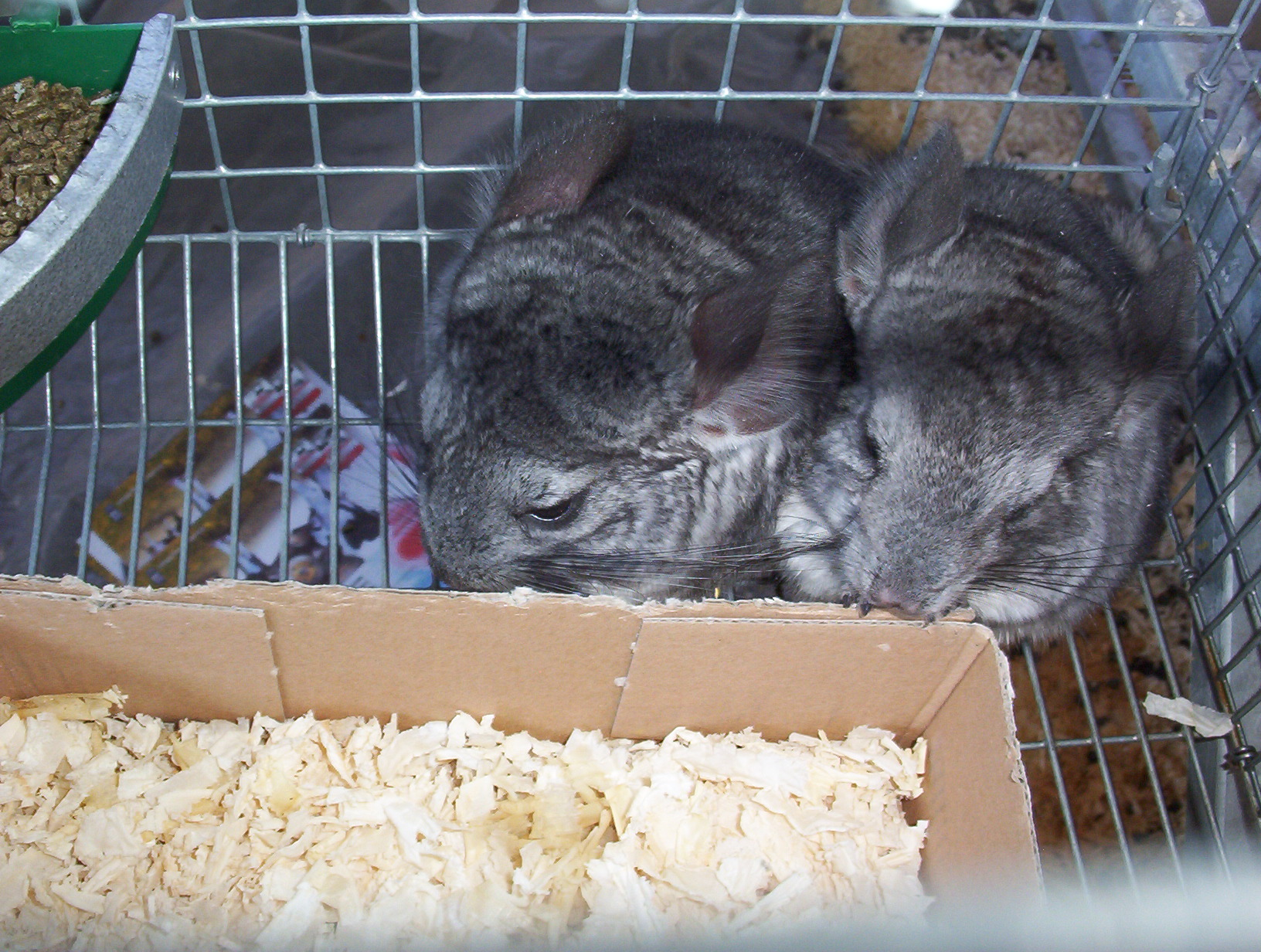
Csincsilla

Más haszonállatfajokkal szemben a prémesállat-tenyésztés egyedüli célja a prémelőállítás. A szőrme nem hétköznapi viselet, luxuscikknek tekinthető. Az állatvédők leggyakrabban a prémes állatok tenyésztése ellen emelik fel a szavukat. Vitathatatlan, hogy a prém nem alapvető szükséglet. 
Több állatfaj a tenyésztés miatt nem pusztult ki. A legismertebb és legjelentősebb prémes állatok: nyérc (Mustela vison), ezüstróka (Vulpes vulpes), sarki- v. kékróka (Alopex lagopus), csincsilla (Chinchilla laniger) és nutria (Myocastor coypus).
A világon a nyérctenyésztés a legelterjedtebb, a prém fő előállítói: Dánia, Oroszország, USA, Hollandia, Finnország és Svédország. A rókaprémtermelésben Finnország az első, Oroszország, Norvégia, Kína és Lengyelország követi. Csincsillatenyésztésben az Amerikai Egyesült Államok, Magyarország, Chile és Dánia jelentős. Nutriaprém előállítása pedig a Lengyelországban, Németországban, Argentínában jelentős. A világon a legtöbb prémet a távol-keleti országok (Kína, Dél-Korea és Japán) vásárolják.
Általában két nagy csoportra, a növényevőkre (csincsilla, nutria) és a húsevőkre (rókák, nyérc, prémgörény, nyestkutya stb.) osztjuk őket. A nemes csincsilla az Andok magas hegyvidékéről származik, a nutria Dél-Amerika vízben gazdag élőhelyein, folyók, tavak, tiszta vizű mocsarak területein őshonos. A nyérc az Észak-Amerikában élő amerikai nyérc háziasított változata, a ma már védett európai nyérc csak rokona, de nem őse. A nutria húsa emberi fogyasztásra is alkalmas, bár a hosszú fogú, nagy méretű patkányra emlékeztető állat nem "étvágygerjesztő". A világon a nyérctenyésztés a legelterjedtebb.

### Méhtenyésztés

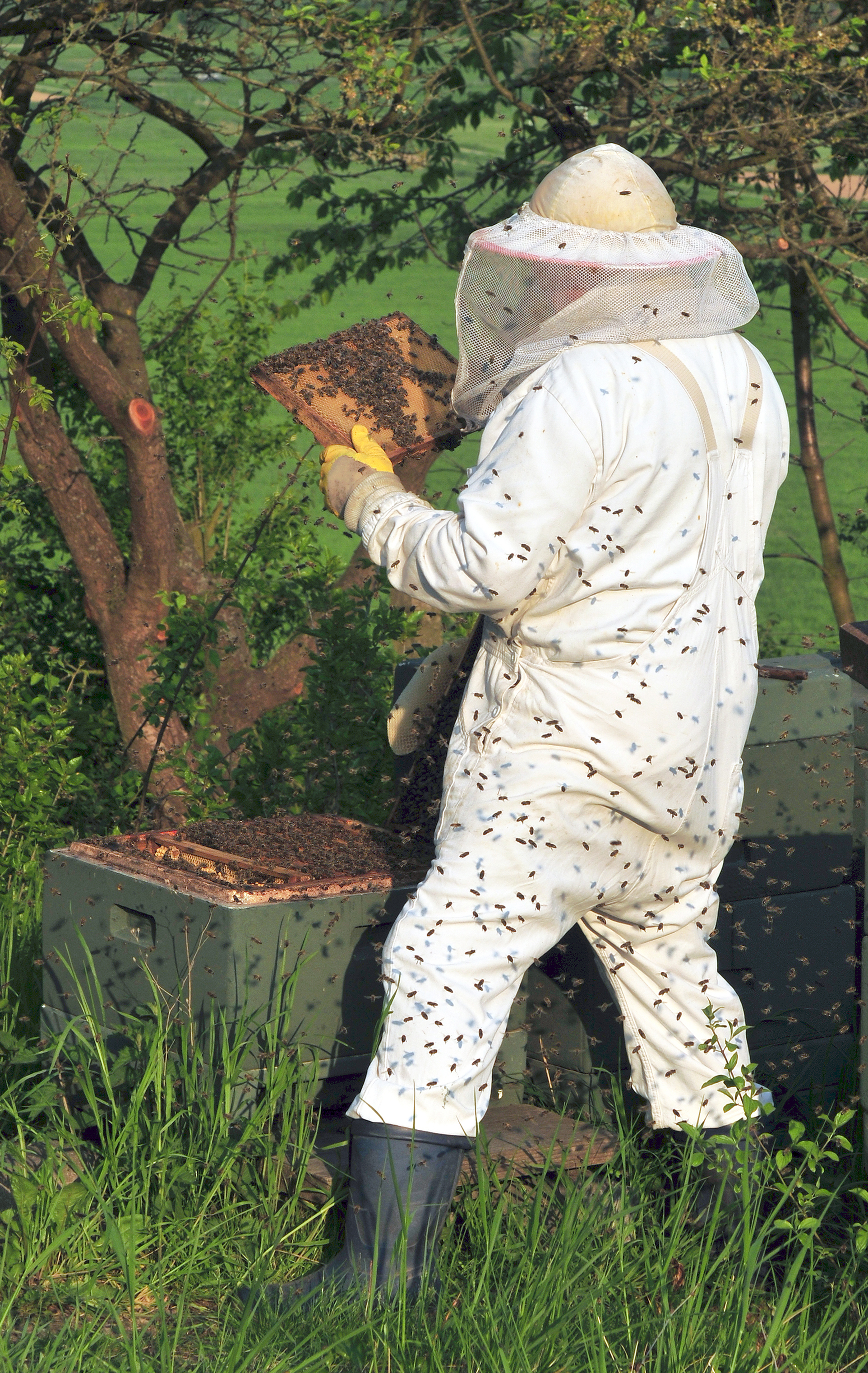
Méhész

Az ember már 20.000 éve fogyaszt mézet. Kezdetben a méhek üregeiből, nyitott fészkeiből gyűjtötte össze, később pedig megkeresték a legtöbb mézet adó méhcsaládot és gondozni kezdték őket, a háziméh (Apis mellifera) háziasítása már mintegy 6000 évvel ezelőtt megtörtént. Európában a méhtartás célja a méz kinyerése, Afrikában a méhcsaládok vadon élnek és viaszukat használják fel elsősorban.
| Afrika                  | 145  | 12  |
| Észak- és Közép-Amerika | 205  | 16  |
| Dél-Amerika             | 130  | 10  |
| Ázsia                   | 465  | 37  |
| Európa                  | 288  | 23  |
| Óceánia                 | 29   | 2   |
| Világ                   | 1260 | 100 |

### Halászat

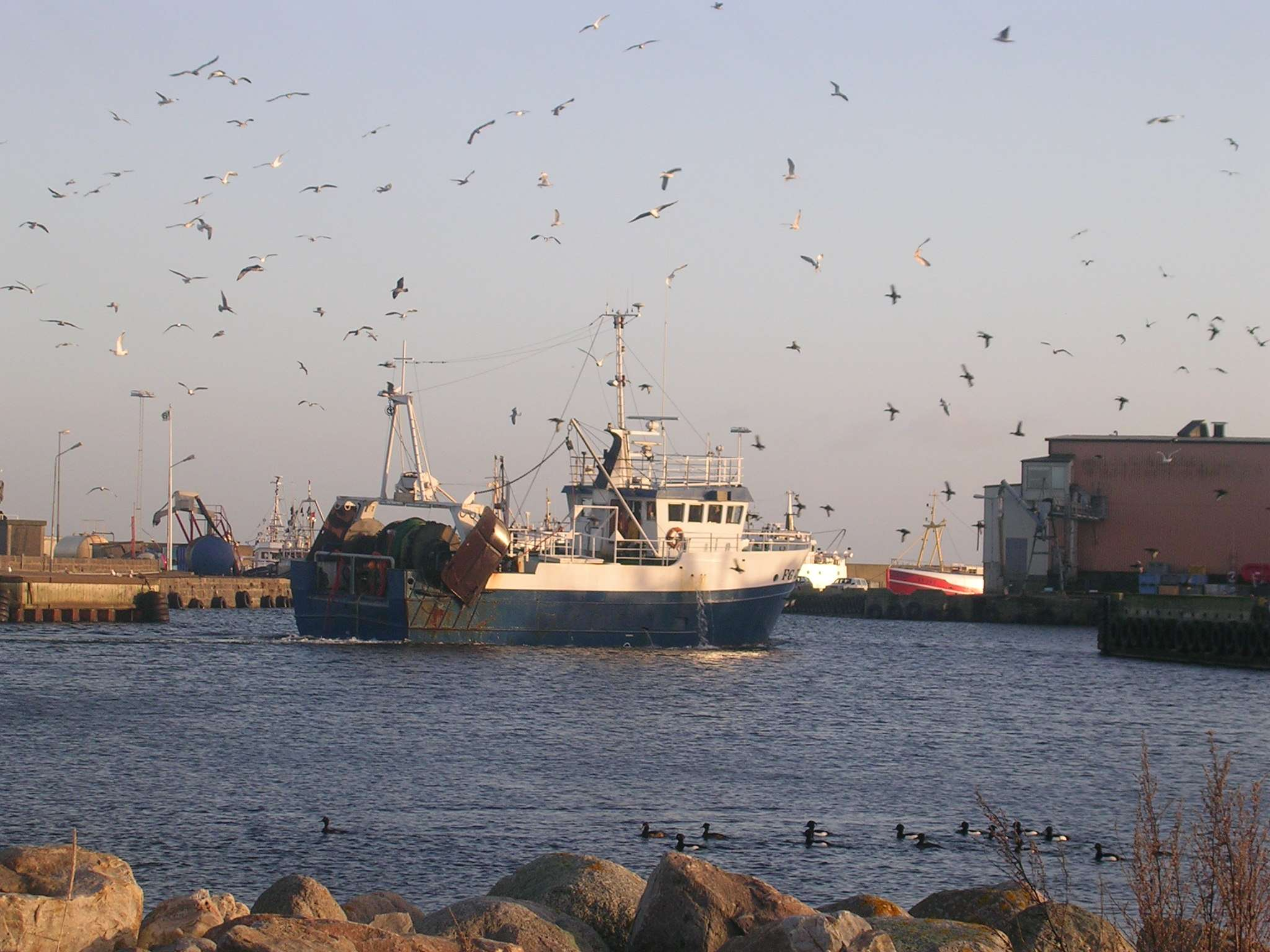
Svéd halászhajó

A halászat több tízezer éves emberi tevékenység, nagy szerepet játszott a vadászattal együtt az emberiség kifejlődésében és meghatározza több népcsoport jelenlegi életét is. A halászat és az akvakultúrában történő termelés állítja elő a Föld népessége által elfogyasztott fehérje mennyiségének negyedét. A világ legnagyobb zsákmányát Kína, Japán és Oroszország halássza ki, a világon kifogott mennyiségnek több mint egyharmadát.
Napjainkban az édesvízi és a tengeri halászat aránya egyre inkább eltolódik a tengeri halászat felé. A folyók, tavak halállományát általában gondosan újratelepítik, más a helyzet a tengerek, óceánok esetében, ezeknek egyelőre csak a hasznosítása a jellemző. A halászati tilalom jelenleg csak a veszélyeztetett fajokra terjed ki, azonban több ország ezt a tilalmat nem tartja be. A kifogott halmennyiség drasztikusan növekszik. A 20. század elején kb. 5 millió tonna volt a kihalászott mennyiség, az 1990-es években már meghaladta a 100 millió tonnát.
Az édesvizekből kifogott halzsákmány 64%-a Ázsiából, 25%-a Afrikából származik, ezeken a területeken igen fontos szerepet játszik a halzsákmány az élelmiszer-termelésben. A tíz legnagyobb édesvízi halász nemzet: Kína, India, Banglades, Uganda, Indonézia, Oroszország, Tanzánia, Egyiptom, Kambodzsa és Kenya.

## Vegán kritikák
A vegánok szerint 
ma már egyre több ismeretet szerzünk arról, hogy az állati termékek felhasználása, és leölése teljes mértékben felesleges, nem indokolja azt semmilyen egészségügyi ok, sőt, egyre több  ok szól ezek ellen:
Az Ausztrál Dietetikusok Szövetsége, az Amerikai és a Kanadai Dietetikusok Szövetsége, a Physicians Comittee for Responsible Medicine, a Brit Dietetikusok Szövetsége, és a több, mint százezer dietetikust számláló Academy of Nutrition and Dietetics is azon az állásponton van, hogy a megfelelően összeállított növényi étrend minden életkorban (beleértve a gyerekkort és az idősebb kort is) és állapotban (beleértve a szoptatás és terhesség időszakát is) teljes körű és kielégítő az ember számára. A Pécsi Tudományegyetem Táplálkozástudományi és Dietetikai Intézete pedig az Orvosi Hetilapban közölt egy tanulmányt a növényi étrend előnyeiről, ami szintén ezt támasztotta alá. Sőt, ők a cikkben a növényi étrendet olyan bizonyos tipikus mai népbetegségek kezeléséhez és megelőzéséhez is megfelelő módnak tartották, mint az elhízás, a szív-érrendszeri és tumoros megbetegedések, a magas vérnyomás, a cukorbetegség és a csontritkulás. Ugyanezt támasztotta alá többek között a fenti szervezetek mellett a Harvard Health Publication egyik és egy másik kutatása, a John Hopkins Közegészségtudományi Iskola, az American Journal of Clinical Nutrition és a JAMA International Medicine is egy tanulmányában. Továbbá ne feledkezzünk meg arról, hogy már a WHO, vagyis az Egészségügyi Világszervezet is közzétette az állásfoglalását a vörös és feldolgozott húsok karcinogén hatásairól.
Továbbá az is tudományos bizonyítást nyert többször is, hogy az állatokat felhasználó iparok rendkívüli módon környezetszennyezőek. A vegánok szerint mivel az állatokkal ugyanúgy kell bánni, mint az emberekkel, azért ők fajizmusról és karnizmusról beszélnek, mint a diszkrimináció formáiról. Ez ellen is egyre többen emelik fel a hangjukat. Ugyan a vegán mozgalom  csak az utóbbi egy-két évtizedben kezdett növekedni, nem egy múló trend vagy divat ezeknek a rendszereknek a megkérdőjelezése. Az első vegán egyesület már 1944-ben megalakult.